# Espinillar
Espinillar és un nucli de població de l'Uruguai, ubicat al nord-est del departament de Lavalleja, sobre el límit amb els departaments de Rocha i Treinta y Tres.
Es troba a 13 metres sobre el nivell del mar. Té una població aproximada de 100 habitants.